# Vasseny
Vasseny is een gemeente in het Franse departement Aisne (regio Hauts-de-France) en telt 153 inwoners (1999). De plaats maakt deel uit van het arrondissement Soissons.

## Geografie
De oppervlakte van Vasseny bedraagt 3,2 km², de bevolkingsdichtheid is 47,8 inwoners per km².
De onderstaande kaart toont de ligging van Vasseny met de belangrijkste infrastructuur en aangrenzende gemeenten.

## Demografie
Onderstaande figuur toont het verloop van het inwonertal (bron: INSEE-tellingen).
Vanwege een beveiligingsprobleem met de MediaWiki Graph-software is het momenteel niet mogelijk deze grafiek weer te geven. Zodra de software is bijgewerkt zal de grafiek vanzelf weer zichtbaar worden.

## Archeologie
Het Inrap heeft een Vasseny een Gallisch grafveld opgegraven met veertig graven uit de periode 450-350 v.Chr. Drie graven, een voor een man en twee voor vrouwen, bevatten ook resten van tweewielige karren. Dit wijst op de hoge sociale status van de overledenen.